# Ishkoman

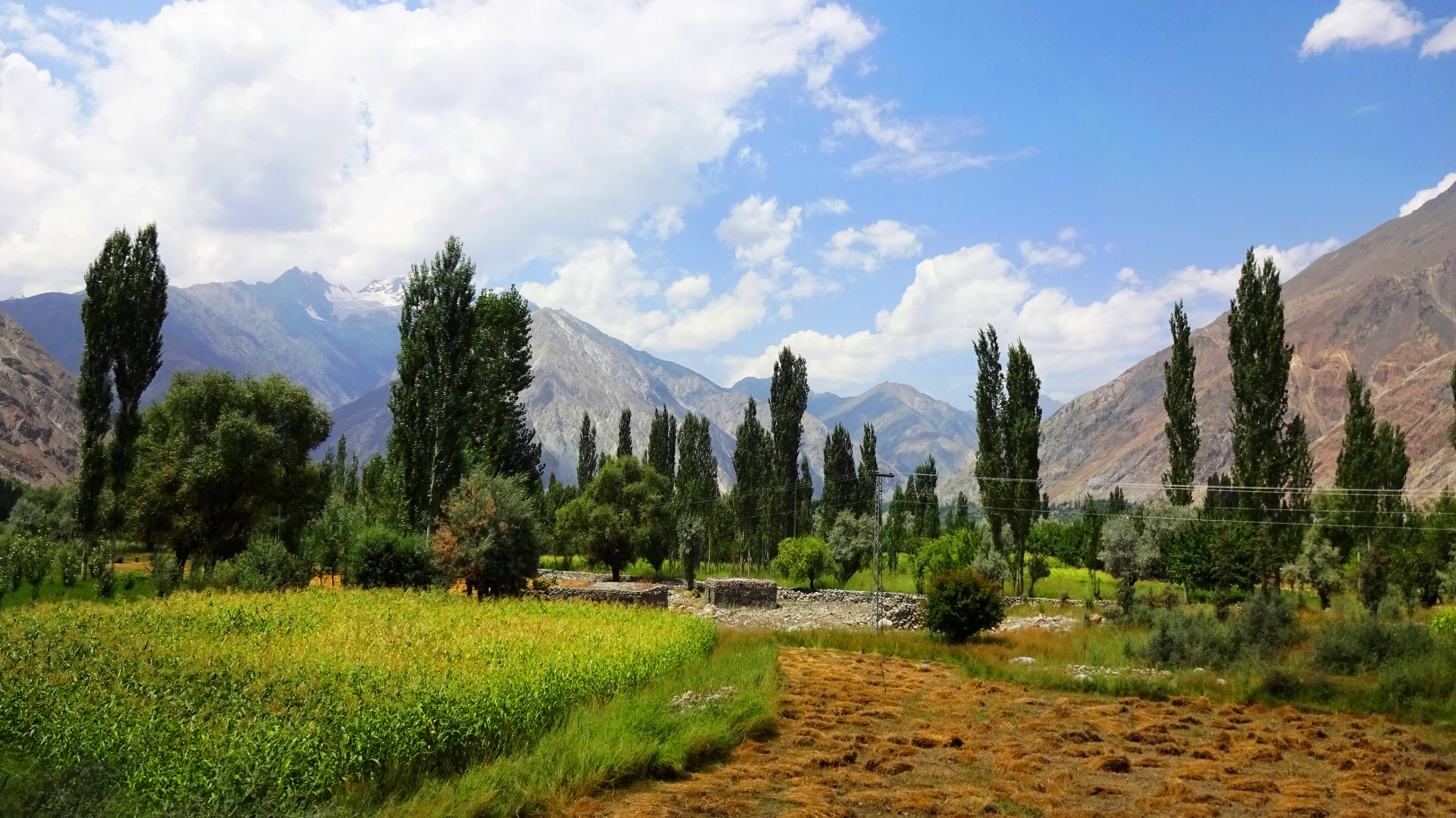

Ishkoman of de Ishkomanvallei is een bergdal in het noorden van Pakistan. Het dal ligt in het noordwesten van het Ghizer District in de regio Gilgit-Baltistan. De vallei is een zijdal van het dal van de rivier de Gilgit en scheidt de Karakoram in het oosten en noorden van de Hindu Raj in het westen.

## Geografie
Er liggen ongeveer 20 dorpen met in totaal 30.000 inwoners in Ishkoman. Het bestuurlijk centrum is in Chatorkhand. De belangrijkste taal in Ishkoman is het Khowar. Er zijn ook geïsoleerde gemeenschappen die Wakhi, Shina of Burushaski spreken. 
De belangrijkste dorpen zijn verbonden door een voor gemotoriseerd verkeer begaanbare weg. De Yasinvallei in het westen en de Naltarvallei en Nagar in de Hunzavallei in het oosten zijn alleen te voet bereikbaar over hoge bergpassen.
Het bovenste deel van de Ishkomanvallei wordt de Karambarvallei genoemd. Het wordt door gletsjers van het onderste deel gescheiden, maar is van strategisch belang omdat het via de Karambarpas verbinding heeft met de Yarkhunvallei in Chitral en via de Brogholpas verbinding met de Afghaanse Wachan-corridor.

## Geschiedenis
Ishkoman werd in de 19e eeuw afwisselend geregeerd door de mehtars van Chitral, de radja's van Punyal en de maharadja's van Jammu en Kasjmir. De Britten voegden Ishkoman in 1895 toe aan de Gilgit Agency, omdat ze bang waren dat de Russen over de passen in het gebied Brits-Indië wilden binnenvallen. De Britten stelden een lokale gouverneur aan die verantwoording schuldig was aan de Britse agent in Gilgit. In naam bleef de maharadja van Jammu en Kasjmir heerser over het gebied. In 1947, bij de deling van India, kwamen de gebieden onder de Gilgit Agency in opstand tegen de maharadja van Jammu en Kasjmir en sloot het gebied zich aan bij Pakistan. Tot 1972, na de eerste vrije verkiezingen in Pakistan, stond het gebied onder militair bestuur.